# Wetaskiwin

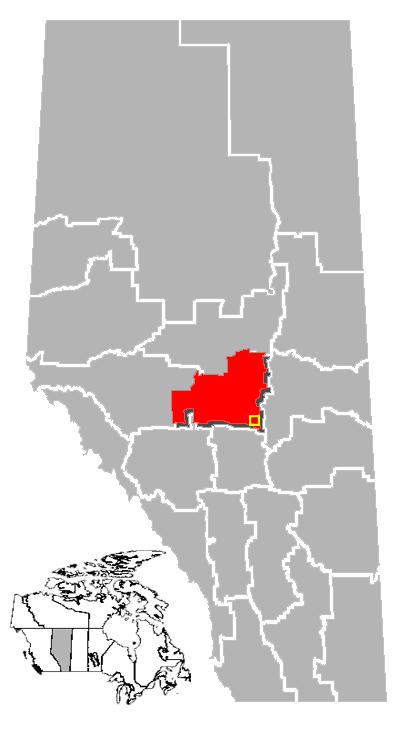
Localização de Wetaskiwin em Alberta.

Wetaskiwin é uma cidade da província canadense de Alberta. Sua população é 11.154 habitantes (do censo nacional de 2001). Está localizada a 70 km sul de Edmonton, a capital provincial.
O nome da cidade vem da palavra cree "wītaskiwinihk", que significa "colinas onde a paz foi feita".